# Macrothemis cynthia
Macrothemis cynthia is een libellensoort uit de familie van de korenbouten (Libellulidae), onderorde echte libellen (Anisoptera).
De wetenschappelijke naam Macrothemis cynthia is voor het eerst geldig gepubliceerd in 1913 door Ris.